# دبيق بوستي
الدبيق البوستي (باللاتينية: Bupleurum postii) نوع نباتي ينتمي إلى جنس الدبيق من الفصيلة الخيمية. سمي تكريما لعالم النبات جورج بوست.

## الموئل والانتشار
موطن هذا النوع بلاد الشام.